# Jeremy Slate
Jeremy Slate (17 de febrero de 1926 – 19 de noviembre de 2006) fue un actor cinematográfico y televisivo estadounidense.  

## Carrera
Su verdadero nombre era Robert Perham, y nació en Atlantic City (Nueva Jersey).
Entre 1979 y 1987, Slate interpretó a Chuck Wilson en la soap opera de la ABC One Life to Live. También fue protagonista junto a Ron Ely de la producción de Ivan Tors emitida entre 1960 y 1961 The Aquanauts, más tarde llamada Malibu Run. Esta serie no pudo competir con éxito con la producción de la NBC de género western Wagon Train. 
Slate trabajó también numerosas veces en la serie de la CBS Gunsmoke. Así mismo, participó como artista invitado en The Alfred Hitchcock Hour, Misión: Imposible (CBS), Combat! (ABC), Bewitched (ABC), y My Name Is Earl (NBC).
Entre sus trabajos se incluyen primeros papeles en cuatro filmes sobre delincuentes motociclistas a finales de la década de 1960: The Born Losers (1967), The Miniskirt Mob (1968), Hell's Belles (1969), y Hell's Angels '69. En alguno de estos títulos intervenían miembros en la vida real de los Hells Angels. 
Jeremy Slate estuvo casado con Beverly Van Wert, de la cual se divorció en 1966. A comienzos de la década de 1970 estuvo en pareja junto con la arqueóloga y feminista Sally Binford. Juntos mantuvieron una relación abierta con personas de ambos sexos. Durante algunos años recorrieron las islas de Hawái en un motorhome, volviendo luego a San Francisco, donde se separaron como pareja aunque siguieron unidos como amigos hasta la muerte de ella. Posteriormente se casó con la actriz Tammy Grimes. El actor falleció en Los Ángeles, California, en 2006 a causa de complicaciones surgidas tras ser sometido a una intervención quirúrgica para tratar un cáncer de garganta.

## Filmografía
- G.I. Blues (1960)
- Girls! Girls! Girls! (1962)
- Wives and Lovers (Ellas y los otros) (1963)
- I'll Take Sweden (Lecciones de amor en Suecia) (1965)
- Los cuatro hijos de Katie Elder (1966)
- The Born Losers 1967
- The Devil's Brigade (La brigada del diablo) (1968)
- Hell's Angels '69 (1969)
- True Grit (Valor de ley) (1969)
- Centerfold Girls (1974)
- Mr. Horn (1979)
- The Dead Pit (1989)
- Dream Machine (1990)
- The Lawnmower Man (El cortador de césped) (1992)